# 今川範彦
今川 範彦（いまがわ のりひこ）は、江戸時代中期の高家旗本。今川範主の長男。今川家18代当主。

## 生涯
享保13年（1728年）9月25日、父範主の死去により、13歳で家督を相続する。享保17年（1732年）3月28日将軍徳川吉宗に御目見する。寛延2年（1749年）7月5日死去、享年34。
正室は秋月種輔（旗本3000石、日向高鍋藩秋月家分家）の二女。子女はいない。実弟義泰が養子となり家督を継いだ。